# Гарсия, Канделарио
Канделарио Гарсия-младший (26 февраля 1944 — 10 января 2013) — сержант армии США, ветеран Вьетнамской войны, удостоился высочайшей награды США — медали Почёта.

## Биография
Родился 26 февраля 1944 года в г. Корсикана, штат Техас, мексиканского происхождения.
Вступил в армию 28 мая 1963 года. За свои действия 8 декабря 1968 года во время службы во Вьетнаме в 2014 году удостоился медали Почёта (посмертно). Умер 10 января 2013 года в возрасте 68 лет в своём родном городе.
8 декабря 1968 года Гарсия возглавляя разведгруппу проводящую разведку боем близ Лай Ке в ходе операции Тоан Тан- 2 Гарсия уничтожил два вражеских пулемётных гнезда в попытке помочь раненым, оказавшимся на открытом месте, затем присоединился к роте, в ходе успешной атаки на оставшиеся вражеские позиции. Первоначально Гарсия был награждён крестом за выдающуюся службу 4 апреля 1969 года. Согласно приказу 077-34 18 марта 2014 года награды была повышена до медали Почёта.
18 марта 2014 года президент США Барак Обама наградил Гарсию медалью Почёта посмертно на церемонии в Белом доме. Поскольку Гарсия служил в первой пехотной дивизии и родственники просили дивизию представить его на церемонии в Белом доме медаль от лица Гарсии и его живущих родственников получил сержант-майор первой пехотной дивизии Майкл А. Гринстон. В ходе церемонии в Пентагоне Гарсия был введён в зал славы Пентагона.
Награда была присуждена в соответствии с законом о разрешении на оборону, который предусматривал проверку ветеранов Второй мировой войны, Корейской войны и войны во Вьетнаме еврейского и латиноамериканского происхождения, чтобы гарантировать, отсутствие проявлений предвзятого отношения к заслужившим медали Почёта.

## Наградная запись к медали Почёта
Президент Соединённых штатов Америки, уполномоченный Актом Конгресса от 9 июля 1918 года (с поправками по акту от 25 июля 1963 года) с гордостью вручает медаль Почёта (посмертно)
КАНДЕЛАРИО ГАРСИЯ
Армия Соединённых штатов
За выдающуюся храбрость и отвагу, проявленные с риском для жизни при выполнении и перевыполнении долга службы:
Сержант Канделарио Гарсия отличился, проявив храбрость и отвагу при выполнении и перевыполнении долга службы на посту и. о. командира группы роты В первого батальона, второго пехотного полка, первой бригады, первой пехотной дивизии в ходе боевых действий против вооружённого противника в Лай Ке, Республика Вьетнам 8 декабря 1968 года. В этот день при проведении разведки сержант Гарсия и его взвод обнаружили провод связи и другие признаки наличия вражеского базового лагеря, ведущие в густо заросшую местность. В ходе дальнейшего продвижения его люди попали под плотный обстрел. Несколько человек были подстрелены и оказались в ловушке на открытой местности. Игнорируя дождь вражеских пуль, сержант Гарсия подполз на десять метров к вражескому пулемётному бункеру, вскочил на ноги и бросился прямо к укреплению, стреляя из винтовки. Сержант Гарсия бросил две гранаты в бойницу, и засунул туда дуло винтовки, уничтожив четырёх защитников бункера. Оставаясь под вражеским огнём, Гарсия пробежал пятнадцать метров до другого бункера и уничтожил троих его защитников ручными гранатами и винтовочным огнём. Снова оставшись под вражеским огнём, Гарсия спас двоих раненых и присоединился к своей роте в атаке, которая увенчалась захватом вражеских позиций. Необычайный героизм и самоотверженность, проявленные при выполнении и перевыполнении долга службы поддержали высочайшие традиции военной службы и принесли великую славу ему и армии Соединённых штатов. 
Оригинальный текст (англ.)
The President of the United States of America, authorized by Act of Congress, July 9, 1918 (amended by act of July 25, 1963), takes pride in presenting the Medal of Honor (posthumously) to:
CANDELARIO GARCIA
United States Army
For conspicuous gallantry and intrepidity at the risk of his life above and beyond the call of duty:
Sergeant Candelario Garcia distinguished himself by acts of gallantry and intrepidity above and beyond the call of duty while serving as an acting Team Leader for Company B, 1st Battalion, 2d Infantry, 1st Brigade,1st Infantry Division during combat operations against an armed enemy in Lai Khe, Republic of Vietnam on December 8, 1968. On that day, while conducting reconnaissance, Sergeant Garcia and his platoon discovered communication wire and other signs of an enemy base camp leading into a densely vegetated area. As the men advanced, they came under intense fire. Several men were hit and trapped in the open. Ignoring a hail of hostile bullets, Sergeant Garcia crawled to within ten meters of a machinegun bunker, leaped to his feet and ran directly at the fortification, firing his rifle as he charged. Sergeant Garcia jammed two hand grenades into the gun port and then placed the muzzle of his weapon inside, killing all four occupants. Continuing to expose himself to intense enemy fire, Sergeant Garcia raced fifteen meters to another bunker and killed its three defenders with hand grenades and rifle fire. After again braving the enemies' barrage in order to rescue two casualties, he joined his company in an assault which overran the remaining enemy positions. Sergeant Garcia's extraordinary heroism and selflessness above and beyond the call of duty are in keeping with the highest traditions of military service and reflect great credit upon himself, his unit and the United States Army.
— 